# Bataille de Duns
La bataille de Duns (ou Duns Park) oppose le royaume d'Angleterre et le royaume d'Écosse au cours de l'année 1372.

## Contexte
En représailles aux incessants raids écossais, Henry Percy, Lord Percy et Gardien des Marches, envahit l'Écosse et rencontre peu de résistance. Ayant ravagé le Berwickshire, l'armée anglaise campe à Duns en attendant des renforts.

## Déroulement de la bataille
Les bergers et fermiers de Duns utilisent un système de cliquetis pour effrayer les Anglais : ils prennent des peaux séchées remplies de cailloux. Ce système est d'ordinaire destiné à effrayer les bêtes et les empêcher de saccager les récoltes. Effrayés par ces bruits, les chevaux anglais partent dans tous les sens, ce qui provoque le chaos chez les Anglais. Pourchassés par les Écossais, ils se retirent immédiatement,.

## Postérité
La devise de la ville de Duns : « Duns dings a ! », proviendrait de cet épisode.